# Andes ocellatus
Andes ocellatus är en insektsart som beskrevs av Frederick Arthur Godfrey Muir 1925. Andes ocellatus ingår i släktet Andes och familjen kilstritar.
Artens utbredningsområde är Filippinerna. Inga underarter finns listade i Catalogue of Life.